# Maria de Hohenzollern-Sigmaringen

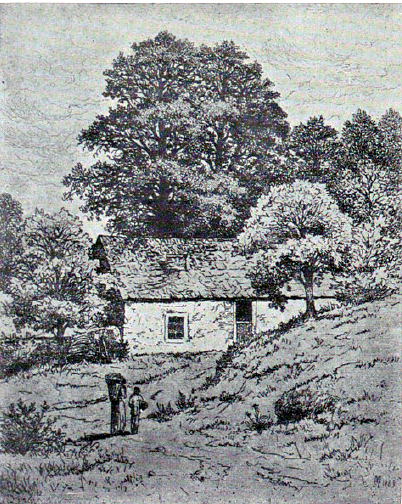
Paisatge rural, 1907. Aiguafort.

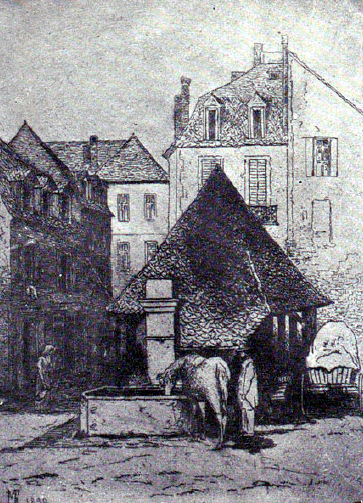
Vista de poble, 1907. Aiguafort

Maria de Hohenzollern-Sigmaringen, princesa de Bèlgica (Sigmaringen 1845 - Brussel·les 1912). Princesa de Hohenzollern-Sigmaringen amb el tractament d'altesa sereníssima que contragué matrimoni amb el príncep Felip de Bèlgica i que es convertí en mare del rei Albert I de Bèlgica.

## Biografia
Nada a la localitat de Sigmaringen, a l'actual land de Baden-Württemberg, el dia 17 de novembre de 1845, essent filla del príncep sobirà Carles Antoni de Hohenzollern-Sigmaringen i de la princesa Josepa de Baden. Era neta per via materna del gran duc sobirà Carles Lluís de Baden i de la princesa Estefania de Beauharnais.
L'any 1849 el príncep Carles Antoni cedeix la sobirania del principat de Hohenzollern-Sigmaringen als seus cosins, els reis de Prússia, a canvi d'una renda vitalícia pels membres de la família principesca. La família de la princesa Maria s'instal·là a Berlín on el príncep Carles Antoni serà nomenat primer ministre l'any 1858. L'any 1869 els prínceps de Hohenzollern-Sigmaringen recullen la sobirania dels prínceps de Hohenzollern-Hechingen i es converteixen el prínceps de Hohenzollern.
L'any 1869 la princesa Maria es casà a Berlín amb el príncep Felip de Bèlgica, fill del rei Leopold I de Bèlgica i de la princesa Lluïsa d'Orleans. La parella tingué cinc fills:
- SAR el príncep Balduí de Bèlgica, nat a Brussel·les el 1869 i mort a Brussel·les el 1891.

- SAR la princesa Enriqueta de Bèlgica, nada a Brussel·les el 1870 i morta a Sierre, al Valais, el 1948. Es casà amb el príncep Manuel d'Orleans, duc de Vendôme.

- SAR la princesa Josefina de Bèlgica, nada a Brussel·les el 1870 i morta el 1871.

- SAR la princesa Josefina de Bèlgica, nada a Brussel·les el 1872 i morta a Namur el 1958. Es casà amb el príncep Carles Antoni de Hohenzollern.

- SM el rei Albert I de Bèlgica, nat a Brussel·les el 1875 i mort a les Ardenes en un accident mentre practicava muntanyisme el 1934. Es casà amb la duquessa Elisabet de Baviera.

Descendents seus són els reis Albert II de Bèlgica, Balduí I de Bèlgica, el gran duc Enric I de Luxemburg i el cap de la casa reial italiana, Víctor Manuel de Savoia.

## Formació artística
Com la majoria de dones de l'aristocràcia i l'alta societat europees del moment, Maria de Hohenzollern-Sigmaringen va rebre una formació cultural i artística important.
Tant ella, que era molt popular entre la societat belga, com les seves filles van ser deixebles de la pintora belga Juliette Wytsmann que, junt amb el seu marit, tenia una certa relació amb el món artístic barceloní. Probablement per això la princesa va prendre part en la V Exposició Internacional de Belles Arts i Indústries Artístiques que es va fer al Palau de Belles Arts de Barcelona l'any 1907, on va exposar cinc aiguaforts que la crítica va elogiar.